# Friedrich August Carus
Friedrich August Carus (Bautzen, 26 aprile 1770 – Lipsia, 6 febbraio 1807) è stato un filosofo tedesco.

## Biografia
Dal 1788 al 1793 studiò filosofia e teologia presso le università di Lipsia e Gottinga. Nel 1796 divenne professore associato di filosofia a Lipsia, dove nel 1805 ottenne una cattedra a pieni voti. A Lipsia fu anche predicatore (Frühprediger) presso la chiesa universitaria di Lipsia. Come filosofo fu influenzato dalle opere di Immanuel Kant e Friedrich Heinrich Jacobi.

## Opere
Dopo la sua morte, le sue principali opere filosofiche, psicologiche, teologiche e storiche furono pubblicate in sette parti da Ferdinand Gotthelf Hand con il titolo "Nachgelassene Werke" (1808-10):
- Psychologie, (2 parti).
- Geschichte der Psychologie.
- Ideen zur Geschichte der Philosophie.
- Psychologie der Hebräer.
- Ideen zur Geschichte der Menschheit.
- Moralphilosophie und Religionsphilosophie.[4][5]